# Pedro Rodríguez de la Borbolla y Serrano
|  | Aquest article tracta sobre president del Real Betis. Si cerqueu el seu pare, el ministre, vegeu «Pedro Rodríguez de la Borbolla Amoscótegui». |

Pedro Rodríguez de la Borbolla y Serrano (Sevilla, 11 de juny de 1881 - Sevilla 19 d'abril de 1945) fou un polític i advocat espanyol de l'època de la Restauració borbònica.
Fill del també polític i ministre Pedro Rodríguez de la Borbolla Amoscótegui de Saavedra, fou membre del Partido Liberal i elegit diputat al congrés dels diputats a les eleccions generals espanyoles de 1907, 1910, 1914 i 1916 en representació dels districtes d'Écija i Cazalla de la Sierra en la província de Sevilla.
Va desenvolupar un paper rellevant en l'àmbit local, residia al barri d'El Porvenir (Sevilla) i fou president entre 1915 i 1917 del club de futbol Real Betis Balompié, i gràcies a la seva mediació aquest club va obtenir el títol de Reial, concedit el 1914 pel Rei Alfons XIII.